# رادمل
رادمل (به انگلیسی: Rodmell) یک روستا و محله مدنی در بریتانیا است که در Lewes واقع شده‌است. رادمل ۱۱٫۳ کیلومتر مربع مساحت و ۵۲۷ نفر جمعیت دارد.